# 泰国菲策吸虫
泰国菲策吸虫（学名：Fischoederius siamensis）为腹袋科菲策属的动物。分布于泰国以及中国大陆的四川等地，营寄生生活，水牛、黄牛以及寄生于瘤胃。
种加名 siamensis 意为“暹罗的”。